# ديليب غوش
ديليب غوش (بالإنجليزية: Dilip Ghosh)‏ هو سياسي هندي، ولد في 1 أغسطس 1964 في باشيم مدينبور في الهند. حزبياً، نشط في بهاراتيا جاناتا. وقد انتخب Member of the West Bengal Legislative Assembly ‏.